# Kairat Satybaldyuly
Kairat Satybaldyuly (nascido em 16 de maio de 1970, Almaty) é um ex-empresário e funcionário publico cazaque que ocupou vários postos governamentais e cargos em grandes empresas do Cazaquistão antes de ser preso e condenado em 2022 por acusações de corrupção. É sobrinho do primeiro presidente do Cazaquistão, Nursultan Nazarbayev.
Em outubro de 2018, Kairat Satybaldyuly foi classificado entre os 50  empresários mais poderosos do Cazaquistão pela revista Forbes estimando sua riqueza em $ 163 milhões. Outras fontes citam um patrimônio líquido em $ 168 bilhões.
Em 13 de março de 2022, Satybaldyuly foi detido enquanto tentava voar para o exterior. No dia 16 de março, a sua ex-esposa Gulmira Satybaldy também foi detida. Em 26 de setembro de 2022, o Tribunal de Astana condenou Satybaldyuly a seis anos de prisão sob a acusação de peculato com confisco de bens e privação do direito de ocupar cargos na função pública.  Entre as acusações comprovadas estão danos materiais à Kazakhtelecom no valor de mais de 12 bilhões de tenge e desvios de ativos do Transport Service Center. 
Satybaldy, também foi destituído de seu posto de major-general no Comitê de Segurança Nacional (KNB), bem como das honrarias que lhe foram concedidas por supostos serviços prestados ao país.
Durante dois anos após o veredicto do tribunal, a agência anticorrupção do Cazaquistão trabalhou para confiscar propriedades adquiridas ilegalmente de Kairat Satybaldy.